# Translation (canción)
«Translation» es una canción grabada por el cantante, compositor y productor musical ruso-puertorriqueño Vein, en el cual participan la cantautora mexicana Belinda y el cantautor colombiano J Balvin.

## Información

### Composición
«Translation» celebra el lenguaje universal del movimiento corporal y la expresión física como un medio de conexión que trasciende las fronteras lingüísticas. Cargada de ritmo y sensualidad, la canción profundiza en las complejidades de conectarse con alguien cuando existe una división lingüística, mostrando la frustración, la curiosidad y el anhelo que pueden surgir en tal situación. El repetido estribillo de “Mejor calladito” sugiere un reconocimiento de que las acciones pueden hablar más que las palabras, especialmente en el área del amor y la atracción.
Durante el "making of" de la canción, Vein dijo lo siguiente:

"Translation es muy especial porque me describe, representa quién soy. Cuando estoy en un club, trato de hablar con una chica en español, teniendo un momento difícil porque realmente yo no hablo español, entonces esta canción soy yo."
Vein

### Video musical
El video oficial fue dirigido por Joan Pabon. En este se puede ver a los tres artistas cantando y bailando en una disco que se encuentra dentro de una selva.
Otros videos oficiales
- Translation (Lyric Video), dirigido por JP Films.[9]
- Translation (The Infantry EDM Remix), dirigido por JP Films.[10]

## Formatos
| Descarga digital, streaming |                                                    |          |  |
| N.º                         | Título                                             | Duración |  |
| 1.                          | «Translation» (Explícito) (con J Balvin & Belinda) | 3:39     |  |

| Descarga digital, streaming |                                                                          |          |  |
| N.º                         | Título                                                                   | Duración |  |
| 1.                          | «Translation» (Explícito) (con J Balvin & Belinda)                       | 3:39     |  |
| 2.                          | «Translation» (Explícito) (con J Balvin & Belinda) (Infantry Remix)      | 4:33     |  |
| 3.                          | «Translation» (Explícito) (con J Balvin & Belinda) (La Fame Mambo Remix) | 3:43     |  |

| Descarga digital, streaming |                                                             |          |  |
| N.º                         | Título                                                      | Duración |  |
| 1.                          | «Translation» (Explícito) (con J Balvin & Belinda)          | 3:39     |  |
| 2.                          | «Translation» (con J Balvin & Belinda)                      | 3:38     |  |
| 3.                          | «Translation» (Explícito) (con J Balvin & Belinda) (DJ Mix) | 3:46     |  |
| 4.                          | «Translation» (con J Balvin & Belinda) (DJ Mix)             | 3:46     |  |

## Listas
| Lista (2014)                             | Posición más alta |
| ---------------------------------------- | ----------------- |
| USA Billboard (Latin Digital Song Sales) | 21                |
| USA Billboard (Mexico Espanol Airplay)   | 21                |